# Festival de Cine Fantástico de Elche
Evento cultural de carácter internacional que se celebra desde 2013 anualmente en la ciudad de Elche, (provincia de Alicante, España) donde se exponen cortometrajes, largometrajes y ciclos de conferencias. Las proyecciones se exhiben en el Centro de Congresos "Ciutat d'Elx", donde también se realizan actividades paralelas.
Este evento desarrolla actividades como coloquios en diversas disciplinas, un concurso internacional de cortometrajes de género fantástico abierto a todos los países, exposición de conferencias por expertos en temática fantástica, homenajes a profesionales del medio, o proyecciones gratuitas .
El Festival Internacional de Cine Fantástico de Elche - FANTAELX nació bajo la dirección del cineasta Fran Mateu, contando con el apoyo del Ayuntamiento de Elche y respaldado por entidades como la Universidad Miguel Hernández de Elche.